# Feria Internacional Ganadera de Zafra
La Feria Internacional Ganadera de Zafra (FIG) es una feria de ganado que se celebra en Zafra, provincia de Badajoz, España. Es una de las ferias de ganado más relevantes a nivel nacional e internacional que alberga el municipio desde el siglo XV. El evento ganadero tiene una duración de una semana y en él se incluye tanto la exposición como la venta de ganado selecto. Estas son las actividades con las que nació la feria, pero con el paso de las ediciones su evolución ha permitido que también encontremos otro tipo de exposiciones: comerciales y de maquinaría agrícola. Las especies que más abundan a lo largo de las 25 hectáreas que cubre el recinto ferial son: ovejas, cerdos, vacas y caballos de pura raza. Zafra, que consta de menos de 17.000 habitantes, acoge cada año con motivo de la celebración de la FIG, a más de un millón y medio de visitantes entre los meses de septiembre y octubre. Esta alta afluencia de ganaderos y expertos del sector primario se traduce en importantes transacciones económicas cada año que han llegado a alcanzar 250 millones de euros en la edición de 2017.
Con una fuerte tradición histórica, la FIG tiene sus orígenes en el siglo XV cuando se celebraba la Tradicional Feria de San Miguel. Esta es la razón por la que todas las ediciones tienen lugar a comienzos de octubre, coincidiendo con esta festividad. Asimismo, el crecimiento de la feria ha sido imparable y es en 1992 cuando logra adquirir la etiqueta de feria internacional. Ha dejado de ser una feria exclusivamente del sector ganadero para incluir multitud de actos lúdicos, propios de una feria del sur de España.  
La Feria Internacional Ganadera de Zafra ha recibido en diferentes ediciones invitados de honor que ratifican su fuerte influencia nacional. En 2014, la 561 edición de la feria Internacional Ganadera fue inaugurada por los Reyes de España, Felipe VI y Letizia Ortiz. Cinco años más tarde, en la 566 edición, la FIG recibió la visita del presidente del Gobierno, Pedro Sánchez, que además fue acompañado del ministro de Agricultura, Pesca y Alimentación en funciones, Luis Planas.
Bajo el lema “Ven a Zafra, tendrás mucho ganado”, que fue utilizado en la campaña publicitaria de la feria de 1992, año tras año prevalece la esencia que el evento ganadero lleva implantando desde sus inicios. Sin embargo, en la 567 edición de la feria, correspondiente al año 2020, la organización del evento internacional se vio obligado a cancelar su modalidad presencial por la pandemia de COVID-19. La imposibilidad de organizar este acto multitudinario era esperado por toda la comunidad ganadera, atendiendo a datos de 2019 cuando el día más concurrido de la feria lograron reunirse unas 350.000 personas.

## Historia
Los orígenes más lejanos de la feria se encuentran en 1380, cuando el rey Juan I confiere un mercado semanal en el territorio. En este se empezaron a desarrollar actividades de compraventa de ganado. A lo largo de los años fue creciendo su importancia y, en 1395, fue ampliado por primera vez haciéndolo coincidir con la fiesta de San Juan. Años después, en 1435, se volvió a ampliar por una festividad aún mayor, la de San Miguel. Esta vez durante el reinado del monarca Juan II de Castilla y es considerado ya el primer antecedente de la actual Feria Internacional de Ganado de Zafra. La feria de San Miguel ya reunía ejemplares de porcino ibérico, ganado ovino y mular que, con el paso de los años, comenzaron a subastarse oficialmente y acrecentó la necesidad de los ganaderos de la época por encontrar la máxima calidad en sus animales. Lo que conllevó un evidente desarrollo de la feria ganadera. 
La dinámica de la feria había sido prácticamente la misma hasta que entre 1960 y 1992 se producen ciertos avances. Es reconocida como Mercado Regional del Campo y Exposición de Ganado Selecto Hispano Portugués. Además, el Ministerio de Agricultura invierte en la construcción de nuevas naves que acabaron concibiendo el Mercado Nacional de Ganados de la feria. Finalmente, en 1992, y coincidiendo con el V Centenario del descubrimiento de América, adquiere el reconocimiento de feria internacional. Tal mención se produjo no solo por el alcance que ya tenía la FIG, sino que la proximidad geográfica de Zafra con Portugal, otro país con una fuerte tradición ganadera,  influyó decisivamente a la denominación internacional.

## Primera Feria Internacional Ganadera Virtual
En la edición 567 se desarrolla la I Feria Internacional Ganadera Virtual. La pandemia de COVID-19 ha obstaculizado la celebración presencial de la feria de 2020, que comenzaba a prepararse desde principios de este mismo año. Eso sí, el sector ganadero pudo disfrutar de su tradicional evento, aunque de una forma totalmente diferente. Tanto las jornadas técnicas como las conferencias que todos los años se organizan en esta cita ganadera tuvieron lugar de forma telemática. Para aquellos que quisieran acceder a las ponencias y seguir las jornadas online, únicamente debían registrarse mediante una inscripción previa. La principal diferencia respecto al resto de años ha sido la carencia de subastas online, pero con previsiones de poder celebrarlas en ediciones futuras. Los organizadores de esta feria virtual admiten que es el futuro del evento. Han conseguido llegar a más países que nunca y, es por eso que estudian instaurar una feria virtual en las siguientes ediciones a modo de refuerzo de la ya tradicional feria. El alcalde de Zafra y presidente de la Entidad Ferial, Jose Carlos Contreras, admite que es necesaria esa modernización tecnológica que además dará la posibilidad de expandirse a más países.  

## Galería de imágenes

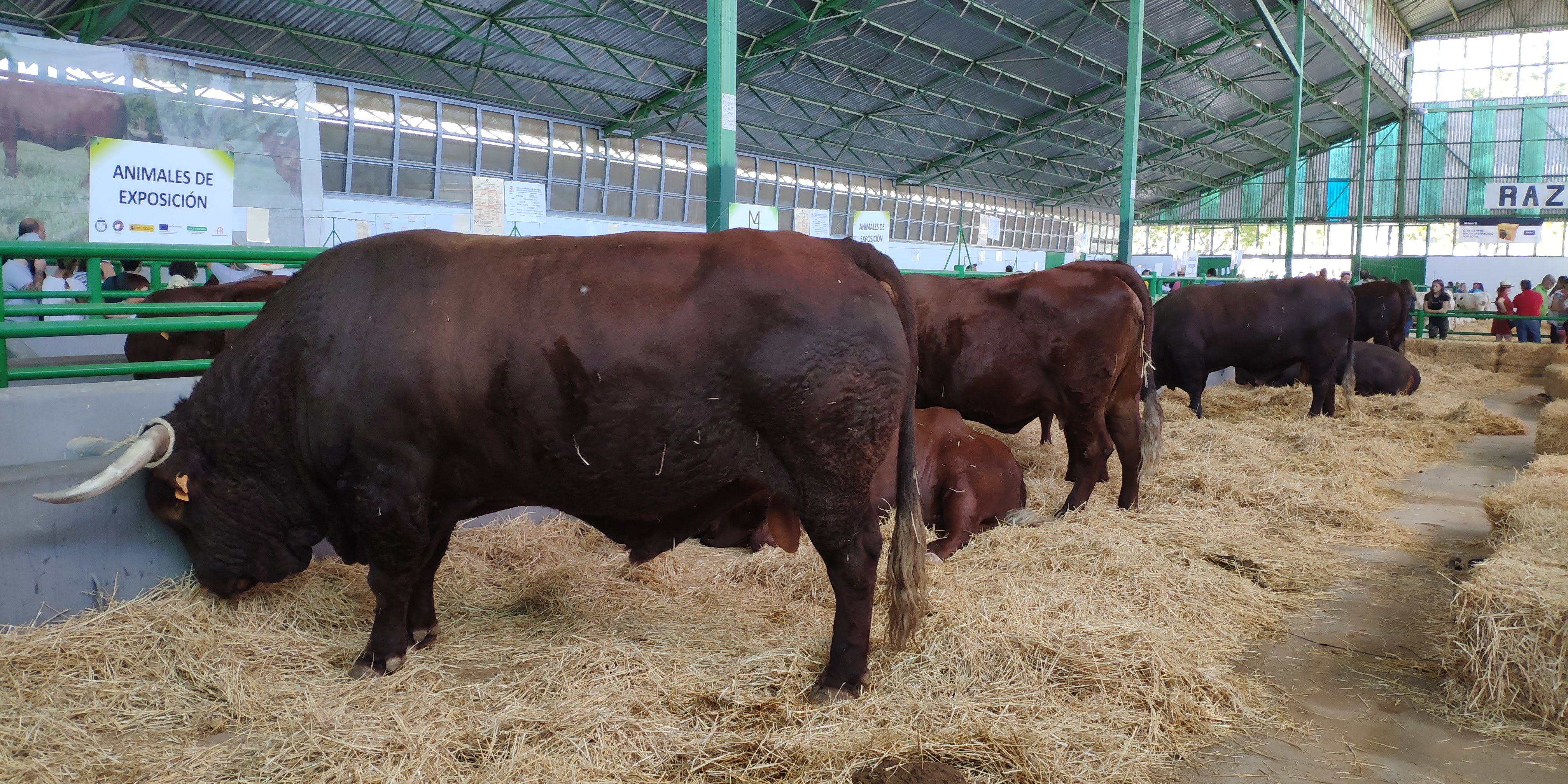
Raza retinta.
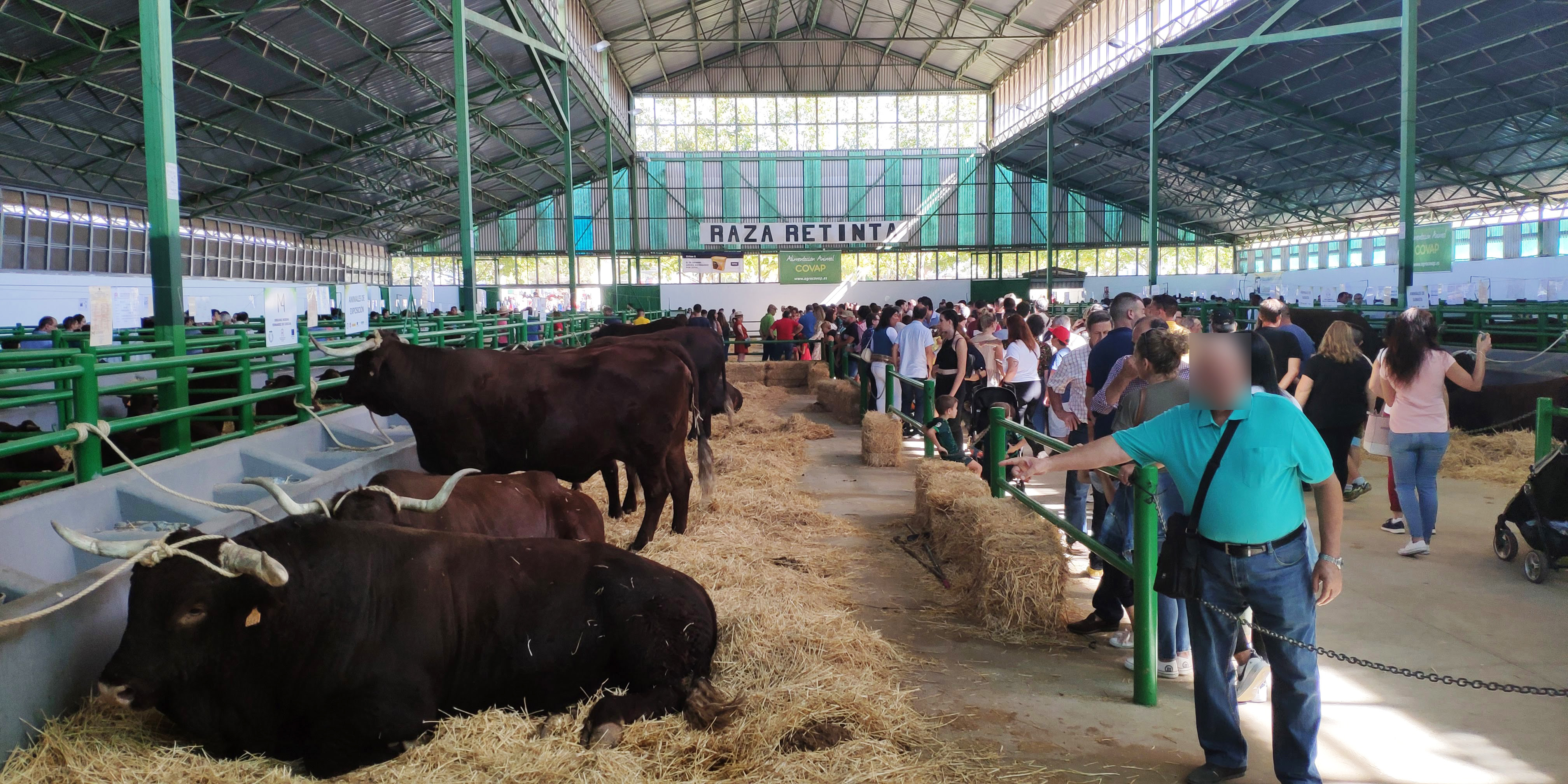
Pabellón de vacunos.
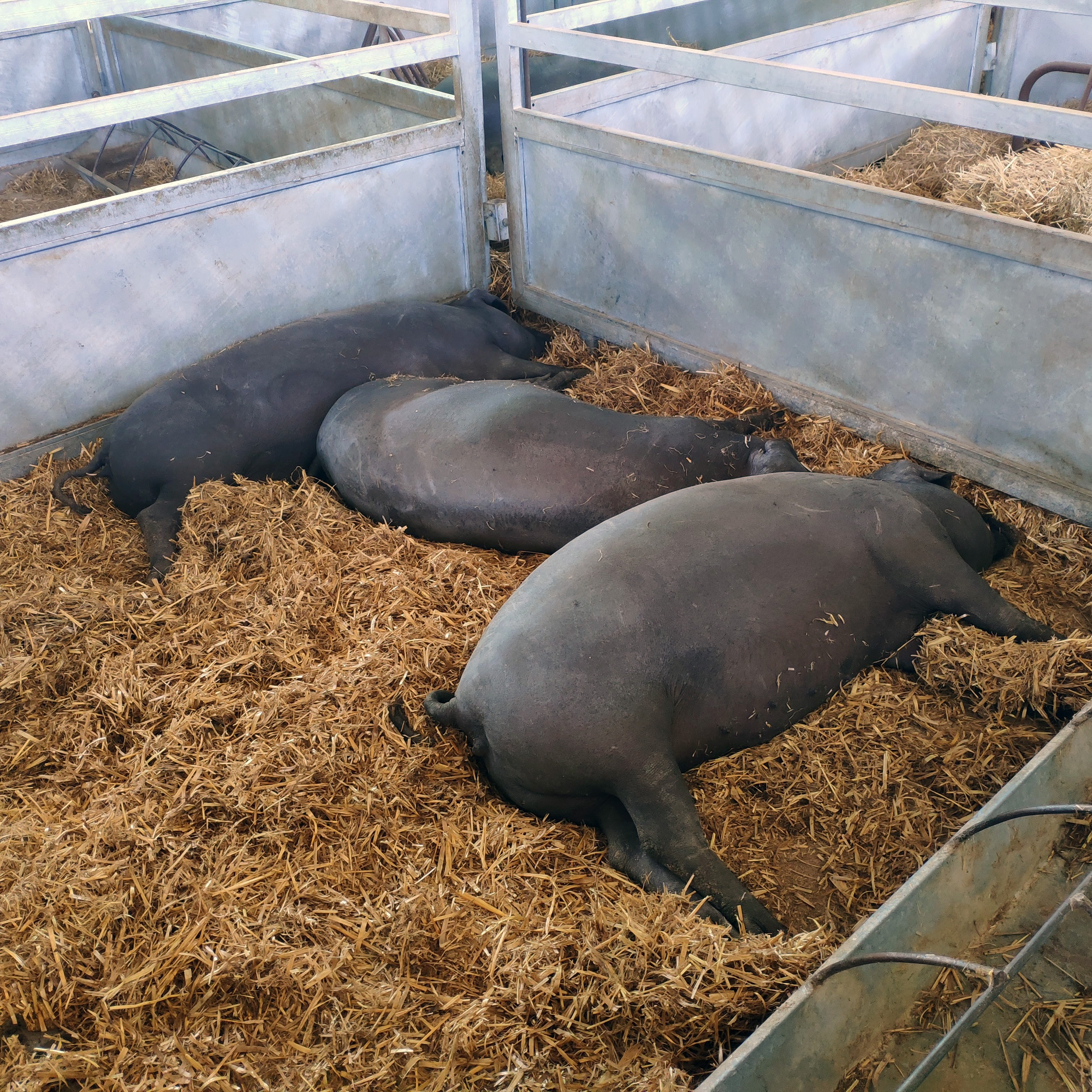
Cerdos ibéricos.
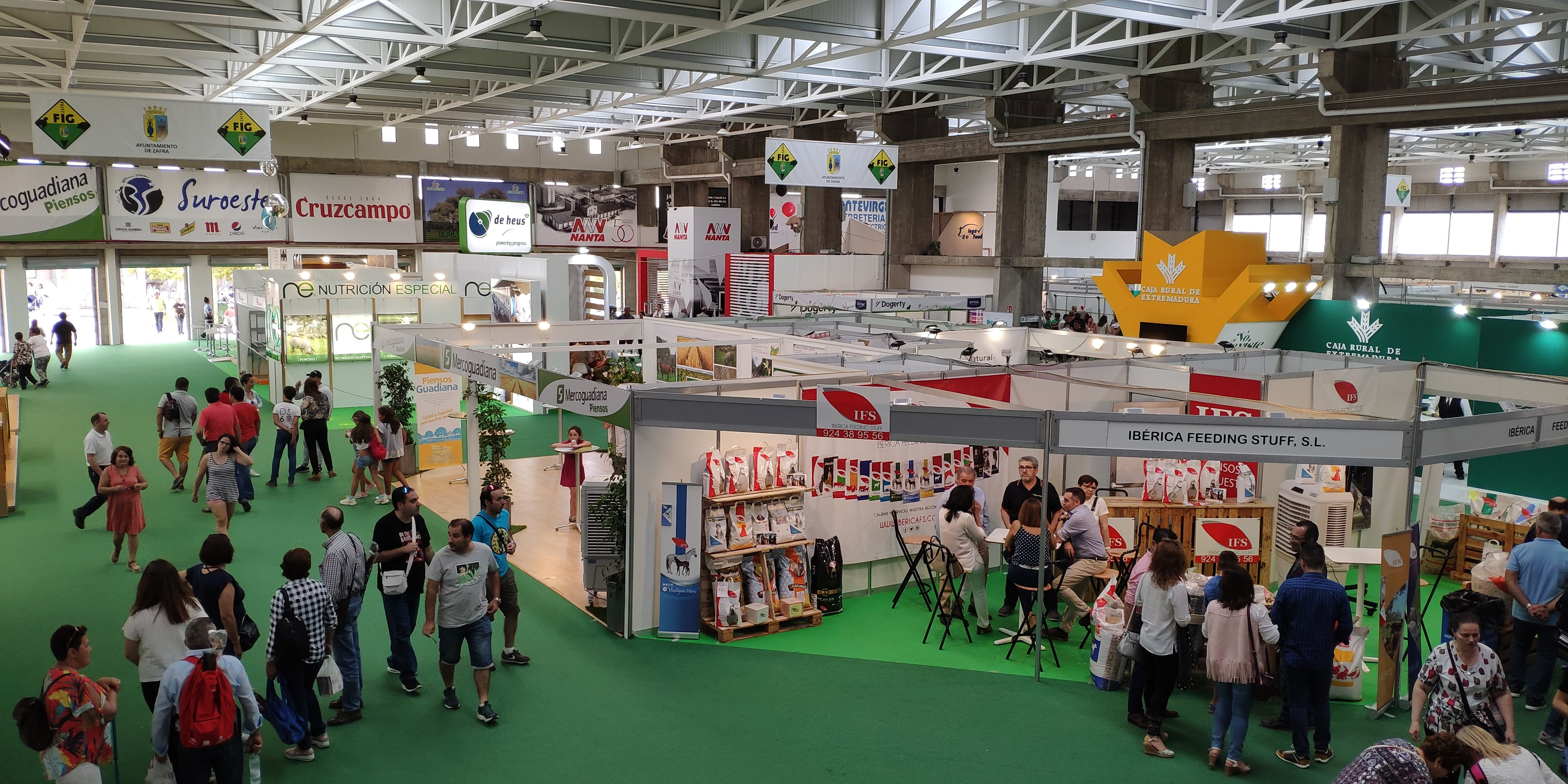
Pabellón en la Feria de Zafra.
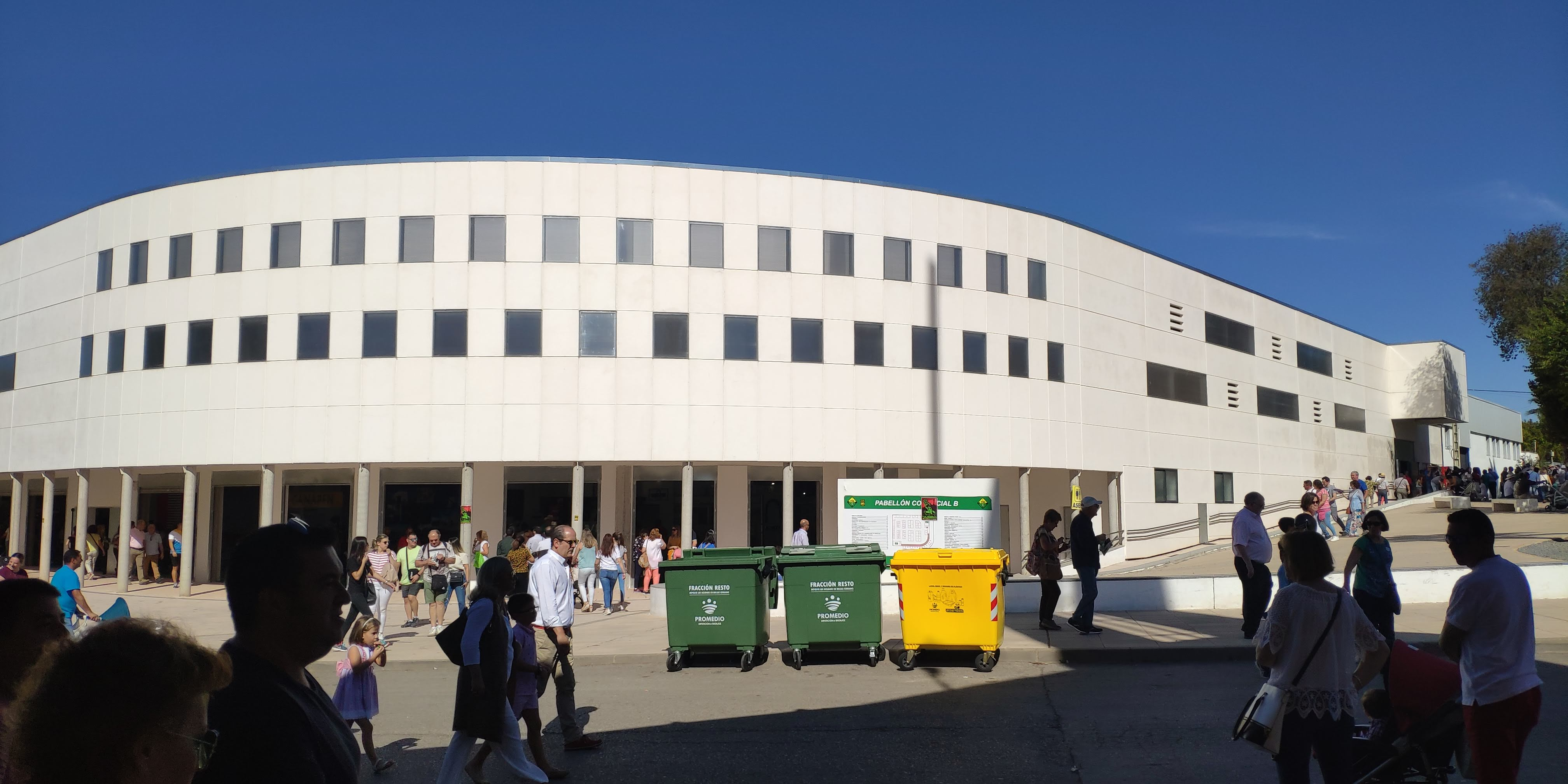
Pabellón comercial.